# Luis Eusebi

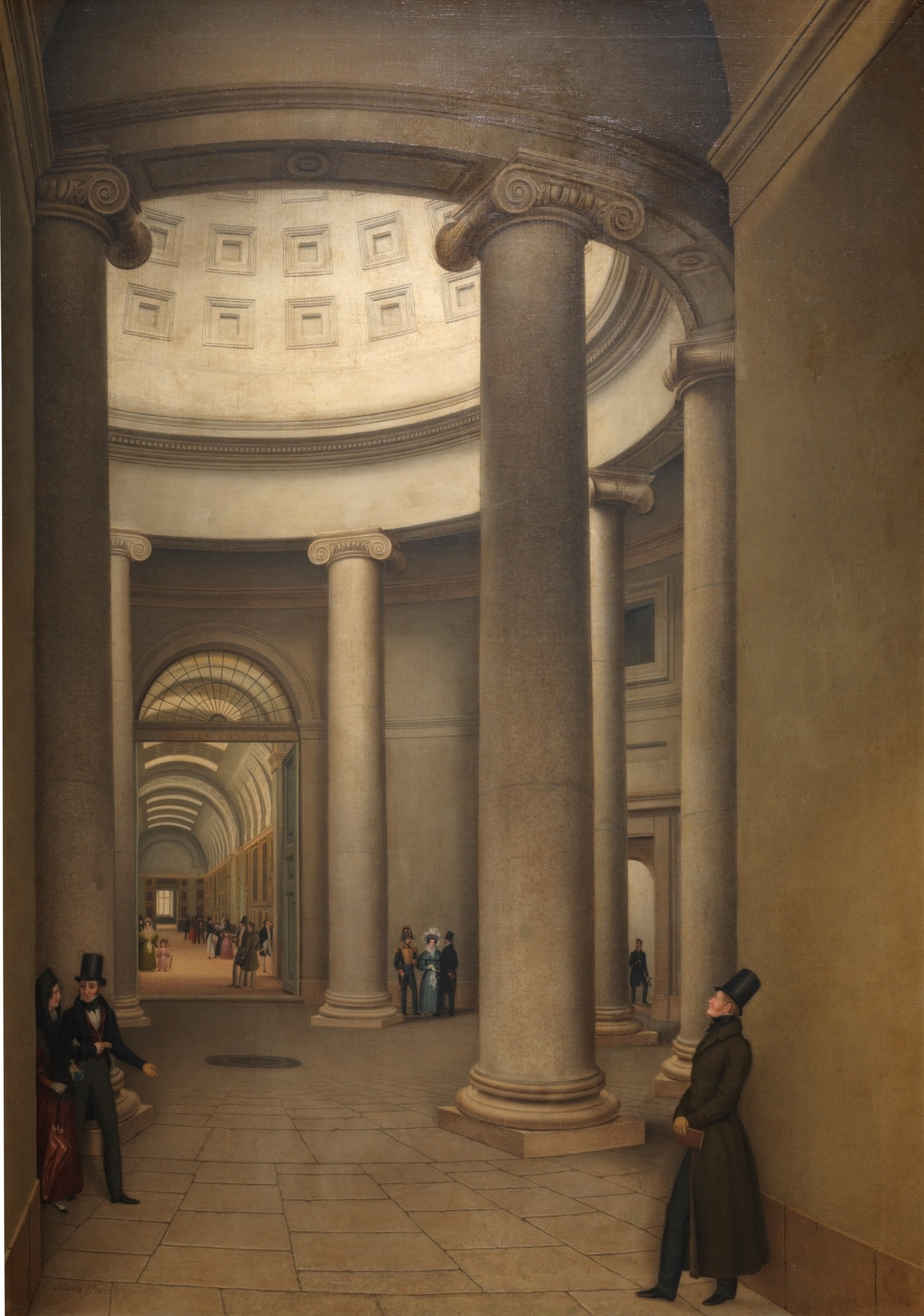
Rotonda norte del Museo del Prado, pocos años después de su inauguración (1833; pintura de Pedro Kuntz Valentini).

Luis Eusebi Casali (Roma, 29 de abril de 1773 – París, 16 de agosto de 1829) fue un pintor italiano especializado en la técnica del gouache (aguada) que desarrolló en Madrid la mayor parte de su carrera conocida. A partir de 1819 fue el primer conserje del recién fundado Museo del Prado y desempeñó un papel clave en los primeros diez años de la pinacoteca madrileña; labor que ha dado a Eusebi más notoriedad que su faceta creativa.

## Vida y carrera
Muy poco se sabe de Luis Eusebi antes de su llegada a España; debió de llamarse Luigi Eusebi (o Eusebio) y nació el 29 de abril de 1773 en Roma, donde hubo de formarse como pintor. Su especialidad pareció ser desde un principio la pintura a la aguada o gouache, técnica que en aquella época se asociaba a la decoración de abanicos y a la producción de miniaturas: pequeños retratos sobre vitela o marfil, e ilustraciones u ornamentos en documentos exclusivos como libros miniados y diplomas. Todo lo relativo a la faceta artística de Eusebi está sumido en interrogantes, ya que su producción conocida no llega a diez obras.

### Primeros años en Madrid
En 1795 (o hacia 1800-1891) Eusebi se instaló en Madrid, donde varios documentos lo citan atendiendo encargos de la Casa ducal de Osuna y el ministro Manuel Godoy. Consta que la célebre duquesa María Josefa Pimentel y Téllez-Girón encargó a Eusebi dos "países" para abanicos en 1803, dos más en 1807, y consta que en 1808 la duquesa pagó a Eusebi dos miniaturas y un abanico. Los Osuna mantendrían su relación con Eusebi durante el exilio del artista y después. En lo que respecta a Godoy, un inventario de sus bienes redactado poco antes de la invasión francesa por Frédéric Quilliet menciona siete obras de Eusebi: cinco miniaturas de temas mitológicos y sacros (a día de hoy no localizadas) y dos alegorías, que podrían ser las que conserva la Fundación Lázaro Galdiano. Estas dos escenas muestran a Godoy intercediendo por un hombre apresado injustamente, lo que podría entenderse como alusivo a algún trance judicial de Eusebi del que por ahora no se ha hallado testimonio alguno.
El ejemplo firmado más temprano de Eusebi que se conoce ha de ser un lujoso abanico de boda  de hacia 1790, adquirido por el Prado en 2005: con varillaje de marfil y nácar, su "país" de piel de cisne se decora con tres escenas en forma de medallones ovales tomadas de las Metamorfosis de Ovidio (Eros y Psique, Perseo y Andrómeda) y del Orlando furioso de Torcuato Tasso (Angélica y Medoro); se rodean de cenefas y grutescos al gusto pompeyano. 
En Madrid, Eusebi contrajo segundas nupcias con una miniaturista local, María del Carmen Maciá. Casi nada parece saberse de su anterior esposa, con la que había tenido un hijo.

### Exilio durante la Guerra de la Independencia

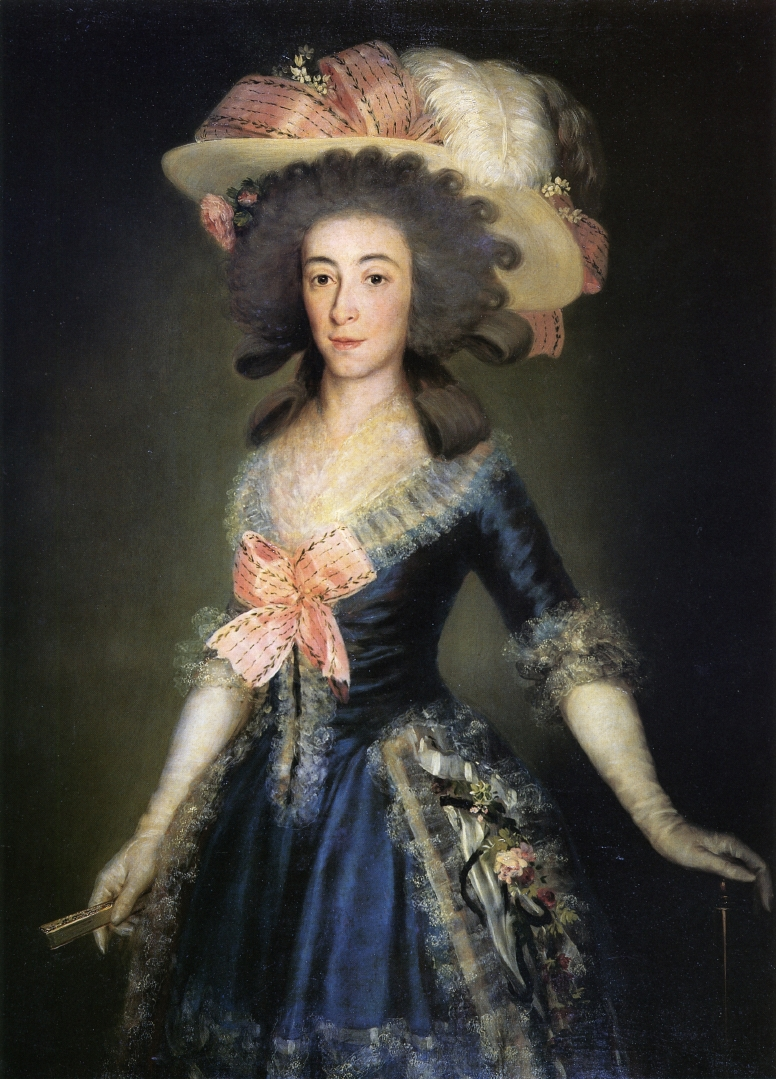
La duquesa de Osuna, cliente importante de Eusebi (retrato por Francisco de Goya, h. 1785).

Al estallar la Guerra de la Independencia (1808-1814) Eusebi y su esposa marcharon de Madrid; a Sevilla a finales de 1808, luego a Cádiz, y en 1811 a Londres, donde la pareja tuvo un hijo, Pedro (llegarían a tener cuatro). En la capital británica Eusebi produjo dibujos para ser grabados por otros artífices. Ostentan su nombre como autor del dibujo preparatorio un Retrato de la duquesa Ekaterina Paulowna grabado por Thomas Cheesman (1815), y una Incredulidad de santo Tomás por Edward Scriven según un cuadro de Adriaen van der Werff, estampa que se publicaría en 1817 (ver ejemplar del Museo Británico ). En su estancia londinense Eusebi cruzó cartas con los Osuna (y les pidió ayuda económica). Regresaría junto con su familia a Madrid una vez concluido el conflicto y repuesto como rey Fernando VII. En esa época Eusebi expresó su intención de abrir en Madrid un negocio de importación de artículos selectos del Reino Unido; pero no llegó a hacerlo.

### Nombramiento inesperado: conserje del Museo Real
En la posguerra el mecenazgo artístico había menguado, y Eusebi hubo de pasar penurias económicas, por lo cual en septiembre de 1815 pidió un empleo al servicio de la Familia Real; su solicitud se guarda en el Archivo del Museo del Prado (Casón del Buen Retiro). En dicho escrito Eusebi alude a una obra alegórica sobre La restitución de Fernando VII que había presentado al rey y que le había costado cuatro meses de trabajo; se ignora su paradero actual. Consiguió del rey en febrero de 1816 un nombramiento de “pintor de cámara”, pero sin sueldo; y como ansiaba un cargo remunerado, perseveró y en 1817 se postuló para la vacante de “profesor de colorido” en la Real Academia de San Fernando. Consultado Vicente López sobre la valía de Eusebi, López respondió que no tenía aptitudes suficientes, y que además era de origen extranjero y no había sido alumno del centro; por lo cual su candidatura fracasó. 
En diciembre de 1818 Eusebi pidió a la reina Isabel de Braganza una pensión (“de 7 u 8.000 reales”) que le permitiera copiar en miniaturas “los preciosos cuadros” de Rafael Sanzio que acababan de retornar de París, a cuyo Musée Napoléon (actual Louvre) habían sido enviados durante la ocupación francesa. La reina, a quien se atribuye un papel clave en la fundación del Museo Real de Pinturas (actual Museo Nacional del Prado), no concedió la pensión solicitada, pero sorpresivamente poco después Eusebi fue nombrado conserje de la nueva pinacoteca, entonces aún en fase de organización. Eusebi recibió formalmente tal cargo el 21 de abril de 1819, siete meses antes de la apertura del museo.

### Labor en el Museo Real
La labor que acometió Eusebi en el Museo Real hubo de ser ingente. Si bien el significado actual del término "conserje" sugiere tareas prosaicas y rutinarias de recepción y control de visitantes, Eusebi desempeñó en realidad las funciones que ahora se asociarían a un conservador de museo, como la selección de obras de la Colección Real y su traslado, el diseño de su ordenación en las salas, y la redacción de los primeros catálogos. Estas publicaciones, inicialmente muy escuetas, eran esenciales como guías de mano para orientar a los visitantes ya que los museos mostraban las pinturas sin cartelas ni textos explicativos, únicamente con sus números de inventario indicados en los marcos. El primer catálogo del Museo del Prado, redactado por Eusebi, data del año inaugural de la pinacoteca (1819) y es más que nada un listado (24 páginas) de las obras expuestas: 311 en tres salas del edificio diseñado por Juan de Villanueva, todas de la escuela española. En 1821 vio la luz el segundo catálogo, que reflejaba la ya ampliación del espacio expositivo a la galería central: 512 obras, de las cuales 195 eran de escuela italiana. Entre estas últimas brillaban como máximos tesoros del museo las pinturas de Rafael Sanzio y su círculo, que Eusebi admiraba especialmente, de acuerdo a su formación neoclásica. Testimonio de la devoción de Eusebi por Rafael es una detalladísima copia al gouache (321 × 258 mm.) de la Sagrada Familia del roble, que Eusebi firmó y fechó en 1821 como “pintor de Cámara de S. M.”. Obra inédita, bien conservada —aunque puede haber sufrido pérdida de intensidad cromática por haber estado presumiblemente expuesta un tiempo demasiado prolongado— y con un atractivo marco de época, salió a subasta en Madrid en julio de 2020 y fue adjudicada a un pujador extranjero, si bien el Estado español ejerció su derecho de tanteo y la adquirió para su ingreso en el Prado con fondos del legado Carmen Sánchez .

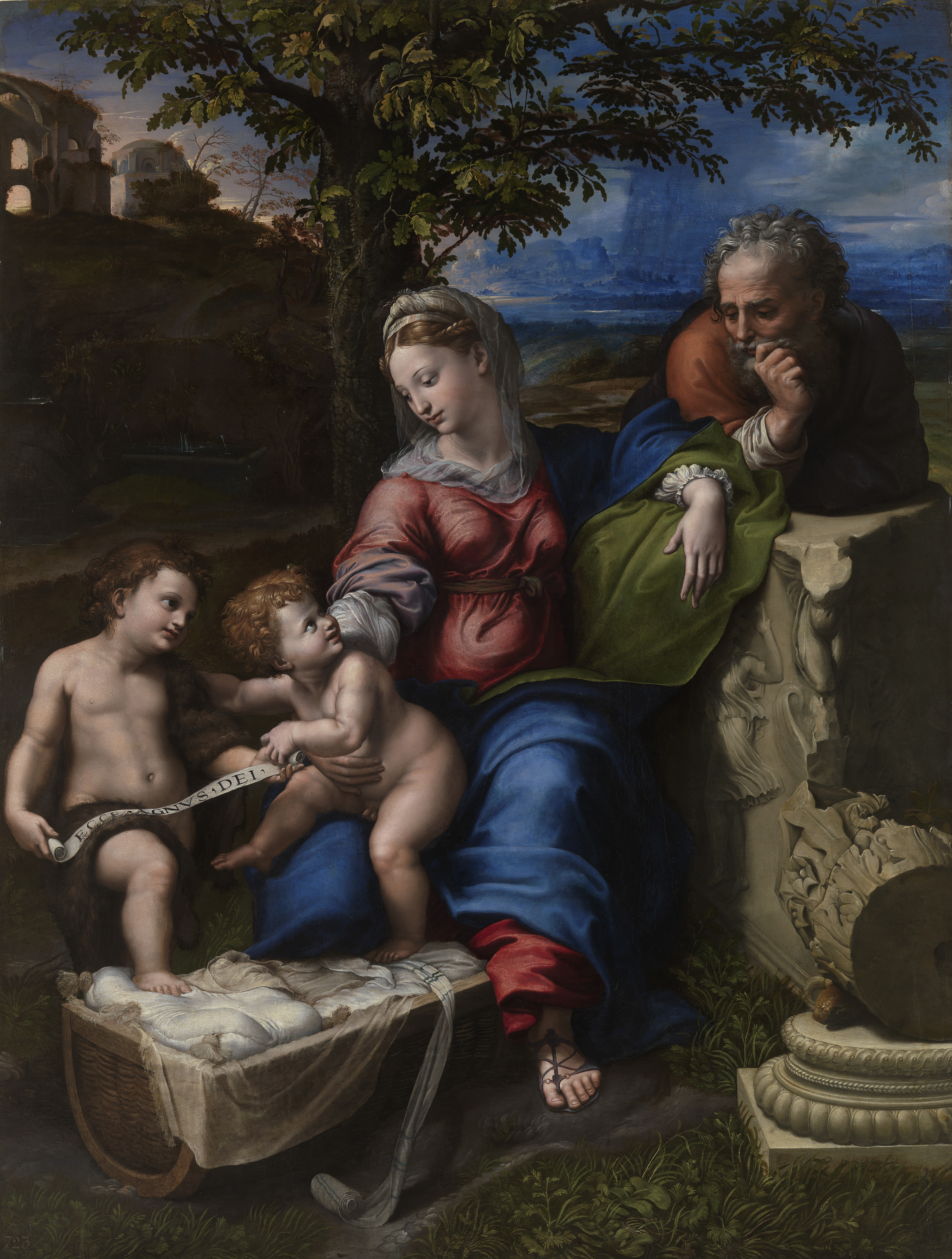
Sagrada Familia del roble, célebre cuadro de Rafael Sanzio (y taller) que Luis Eusebi copió al gouache.

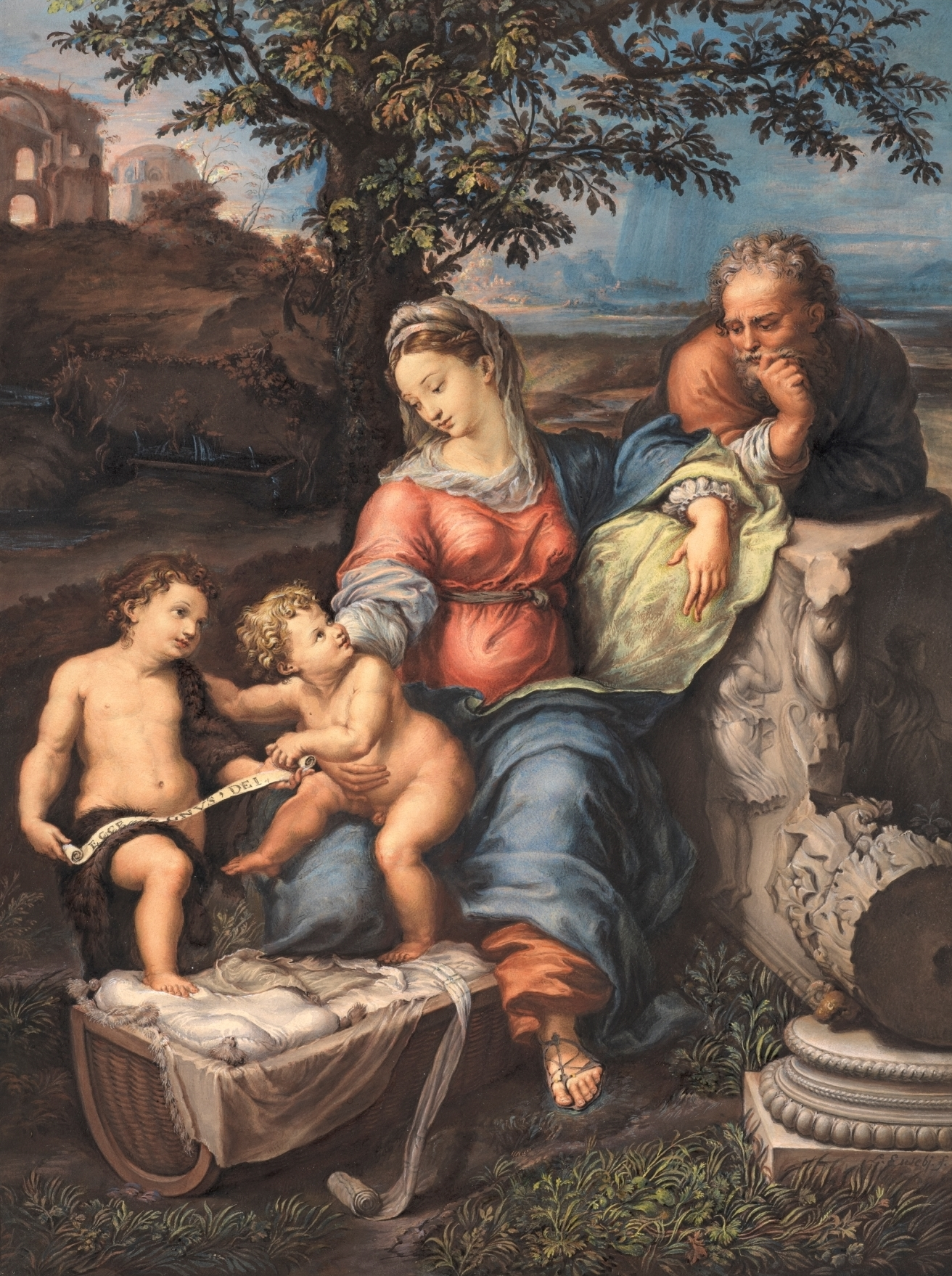
La versión realizada por Eusebi. Gabinete de Dibujos, Estampas y Fotografías del Museo del Prado, legado Carmen Sánchez.

En 1823 Eusebi publicó una nueva versión del catálogo del Museo Real, en este caso en francés, en atención a las tropas venidas de Francia para apoyar a Fernando VII (los llamados Cien mil hijos de San Luis). Al año siguiente vio la luz un catálogo en castellano ya más ambicioso, de extensión similar en cuanto a obras enumeradas pero enriquecido con datos biográficos de los pintores, explicaciones iconográficas y (de manera incipiente) valoraciones críticas. Paralelamente, Eusebi prosiguió la recopilación de obras procedentes de los Reales Sitios y la adecuación de más salas del edificio, muy dañado en la invasión napoleónica y cuya reconstrucción se estaba acometiendo de manera gradual. Para 1828 la planta principal estaba abierta al público en gran parte, y por ello se publicó un nuevo catálogo; no sólo en castellano, sino también en francés e italiano. Se trata de un tomo ya importante, de 227 páginas, que recoge más de 750 pinturas de varias escuelas europeas, incluyendo obras de pintores actuales como José de Madrazo, Francisco de Goya y Vicente López. Estos dos últimos maestros proporcionaron a Eusebi breves textos autobiográficos para el libro. En él, Eusebi incluye opiniones personales sobre varios artistas; ensalza sobre todo a Rafael, pero también emite juicios favorables sobre Diego Velázquez y Bartolomé Esteban Murillo, autores aún entonces poco tratados en los libros de arte.
Además de los catálogos del Museo Real, Eusebi escribió al menos dos obras más sobre pintura: Ensayo sobre las diferentes escuelas de pintura (1822), una historia del arte más bien ligera y modesta, y Llave para la introducción al conocimiento de los cuadros que posee el Rey… (1826), texto que no se llegó a publicar y cuyo manuscrito en tres volúmenes se conserva en la Fundación Lázaro Galdiano de Madrid.
En 1827 Eusebi emprendió gestiones para que se trajesen al museo, procedentes de una sala reservada de la Real Academia, varios cuadros con desnudos que habían sido confinados por razones de pudor en tiempos de Carlos III y que él recordaba haber visto unos veinticinco años antes; entre ellos, las dos tablas de Adán y Eva de Durero, Las tres Gracias de Rubens y Dánae recibiendo la lluvia de oro de Tiziano. Logró que tales cuadros pasasen al actual Prado, si bien se mantuvieron reunidos en una sala de acceso restringido. En estas fechas Eusebi se quejaba ya de problemas de salud, que no interrumpieron su tarea de seguir colgando más obras y preparando más salas, según reivindicó por escrito.
Aquejado de “mal de piedra” (cálculo renal) y deseoso de operarse de tal afección en París, Luis Eusebi emprendió en noviembre de 1828 un largo viaje a la capital francesa. Fue un trayecto tortuoso, que solo de Madrid a Bayona tardó 42 días. Ya en París, su estado de salud empeoró, y Luis Eusebi falleció el 16 de agosto de 1829, siendo enterrado en el cementerio de Montparnasse. Meses antes, en octubre de 1828, había redactado un currículum (conservado en el archivo del Palacio Real) que aporta varios datos de su trayectoria.
Tras su fallecimiento, se hizo inventario de sus bienes en Madrid. Se extendieron sospechas de que podrían hallarse objetos valiosos de propiedad real, de los que la viuda de Eusebi se querría deshacer; pero la honradez de Eusebi quedó probada pues apenas se le encontraron un mobiliario modesto, numerosos ejemplares de los catálogos del Museo Real, y el Caballero santiaguista de Juan de Juanes (Retrato de don Luis Castellá de Vilanova; Prado), que Eusebi acaso quiso copiar.

### Producción artística
El nombre de Luis Eusebi es recurrente en los textos referidos al Museo del Prado y en especial a su etapa fundacional; pero como artista es una figura a redescubrir. Su producción conocida es cortísima, pues no llega a diez obras:
- Abanico con tres escenas: dos mitológicas de las Metamorfosis de Ovidio, y una del Orlando furioso (h. 1790; Prado)
- "País" de abanico con El rapto de Europa; sin firmar, pero atribuido a Eusebi por la dedicatoria a la marquesa de Santa Cruz, que era una de sus clientas (subastado en Madrid en 2014)
- Dos escenas alegóricas relativas a Manuel Godoy, en aguada marrón y albayalde (1806; Fundación Lázaro Galdiano)
- Dos alegorías, La música y La pintura, ambas firmadas y fechadas en 1818 (colección particular)
- Vista del Palacio Real, dibujo dedicado al príncipe Kaunitz, embajador de Austria en Madrid (Museo de Historia de Madrid)
- La Sagrada Familia del roble, copia del cuadro de Rafael (1821; Prado)